# کزاز
کُزاز یا تتانوس (به انگلیسی: tetanus) نوعی بیماری عفونی است که به سبب سم باکتری بی‌هوازی گرم مثبت کلوستریدیوم تتانی پدید می‌آید و با اسپاسم‌های دردناک متناوب ماهیچه‌های اسکلتی که معمولاً از آرواره شروع شده و به سایر نقاط بدن سرایت می‌کند، مشخص می‌شود. هر اسپاسم معمولاً تا چند دقیقه ادامه دارد و وقوع این اسپاسم‌ها به‌طور متناوب برای سه تا چهار هفته ادامه پیدا می‌کند. برخی از اسپاسم‌ها به قدری شدید هستند که گاهی باعث شکسته شدن استخوان‌ها و آسیب جدی به عضلات می‌شوند. سایر علائم این بیماری عبارت اند از تب، عرق‌کردن شدید، سردرد، دشواری در بلع غذا، افزایش ضربان قلب و افزایش فشار خون
علائم بیماری معمولاً بین ۳ تا ۲۱ روز پس از آلودگی ظاهر می‌شوند. بهبود بیماری ممکن است ماه‌ها طول بکشد و حدود ۱۰درصد از موارد کزاز نیز منجر به مرگ بیمار می‌شوند.
در بعضی منابع آمده‌است کزاز، باکتری کلوستریدیوم تتانی در گرد و غبار و کود و خاک‌ها به خصوص در خاک مزارع و باغچه‌ها و اصطبل‌ها و همچنین بزاق یافت می‌شود و از طریق زخم به بدن راه می‌یابد. بیماری کزاز مسری نیست و در همه نقاط جهان به خصوص در مناطق گرم و مرطوب شیوع دارد. در سال ۲۰۱۵ حدود ۲۰۹۰۰۰ نفر مبتلا به کزاز شدند و حدود ۵۹۰۰۰ نفر در جهان به دلیل ابتلا به این بیماری جان خود را از دست داده‌اند.
برای نخستین بار در تاریخ بقراط در سدهٔ پنجم پیش از میلاد این بیماری را توصیف کرده‌است اما علت این بیماری را دانشمندان دانشگاه تورین اولین بار در سال ۱۸۸۴ تشخیص دادند. واکسن کزاز در سال ۱۹۲۴ ساخته شد.

## علایم بیماری
علایم اولیه بیماری کزاز گرفتگی‌های کوتاه و ضعیف در فک است که به مرور بیشتر و قوی‌تر می‌شوند. در ادامه ماهیچه‌های فک و زبان تشنج پیدا می‌کند و بیمار قدرت باز کردن دهان را برای حرف زدن نداشته و جویدن غیرممکن می‌شود. به دنبال تشنج عضلات فک و زبان، عضلات سر و صورت، گردن، ساعد، دست و پا و بالاخره کمر نیز متشنج می‌شوند. برخی از مواقع، تشنج ماهیچه‌های صورت سبب پیدایش قیافه خندان به نام لبخند کزازی و تشنج ماهیچه‌های کمر موجب خمیدگی آن به جلو می‌شود. این تشنج‌ها دردناک هستند. گاهی این گرفتگی‌ها عضلات مرتبط با تنفس را نیز درگیر کرده و باعث سختی تنفس می‌شوند. سایر علائم کزاز شامل تب، بی‌قراری، سردرد، افزایش فشار خون و ضربان قلب، بی‌اختیاری مدفوع، عرق کردن شدید و مشکلات در بلع و دفع غذا هستند. حتی با وجود اقدامات درمانی حدود ۱۰ درصد از بیماران به خصوص افراد بالای ۶۰ سال، جان خود را از دست می‌دهند.
بیماری کزاز از چند روز تا چند هفته طول می‌کشد و دوره نهفتگی برای این بیماری ممکن است تا ماه‌ها طول بکشد اما به‌طور میانگین ده روز است. مدت دورهٔ نهفتگی بستگی به محل ورود باکتری و فاصلهٔ محل زخم تا دستگاه عصبی مرکزی دارد.
تا کنون چهار نوع بیماری کزاز شناسایی شده‌اند که عبارت اند از:
کزاز عمومی - کزاز نوزادان - کزاز ناحیه‌ای - کزاز مغزی

## علل
اسپور یا شکل غیرفعال و بسیار مقاوم باکتری کلستریدیوم تتانی تقریباً در همه جا، به ویژه در خاک، کود و گرد و غبار و دستگاه گوارش بسیاری حیوانات از قبیل گاو و گوسفند و مرغ و گاهی در سرنگ‌های آلوده وجود دارد. اسپور باکتری‌ها ممکن است از طریق هر گونه شکاف در پوست از جمله سوختگی‌ها یا زخم‌ها و سوراخ‌ها وارد شود و به شکل فعال در بیاید و سپس شروع به تولید سم تتانی کند. سموم حاصل از باکتری‌ها به اعصابی می‌روند که انقباض عضلات را کنترل می‌کنند و باعث اسپاسم عضلانی و تشنج می‌گردند. این باکتری از انواع بی هوازی بوده و به همین دلیل در نقاط فاقد اکسیژن مانند زخم‌های عمیق و زیر پوست می‌تواند فعالیت کند. همچنین این باکتری می‌تواند از طریق مصرف هروئین و سرنگ‌های آلوده، گازگرفتگیِ حیوانات و جراحی‌های دندانپزشکی وارد بدن شود که مواردی نادر هستند.

## پیشگیری
بر خلاف بسیاری از بیماری‌های عفونی دیگر، ابتلا به کزاز و سپس بهبود بیماری باعث ایجاد مصونیت دائمی در شخص بیمار نمی‌شود. کزاز ممکن است علی‌رغم اقدامات درمانی کشنده باشد. در ایالات متحده با حدود ۱۰۰مورد بروز سالانه بیماری جزء بیماری‌های نادر محسوب می‌شود. بهترین راه مقابله با کزاز پیشگیری است. واکسیناسیون شامل ۳ بار واکسن زدن است که در ۲ ماهگی شروع می‌شود و با دوزهای یادآور در ۱۸ ماهگی، ۵ سالگی و سپس هر ۱۰ سال ادامه می‌یابد. ممکن است در هنگام آسیب یک دوز یادآور دیگر لازم باشد.

### واکسن کزاز
شبه سم کزاز، سم کزاز غیرفعال شده در فرم آلدهید است که جهت افزایش قدرت آنتی ژنیک در نمک آلومینیوم جذب سطحی شده‌است. این ماده پایدار است و می‌تواند حرارت اتاق را برای ماه‌ها و حرارت ۳۷ درجه را برای چند هفته بدون کاهش قابل توجهی در قدرت تحمل نماید. این ماده باعث تولید نوع خاصی از ضد سم می‌شود که سم را خنثی می‌کند. ضد سمی که با واکسیناسیون مادر از طریق بند ناف به جنین منتقل می‌شود و می‌تواند از کزاز نوزادی جلوگیری نماید.

### برخورد با زخم از نظر کزاز
در فردی که سابقه واکسیناسیون کامل داشته و با یک زخم تمیز مراجعه کرده‌است و حداقل ۱۰ سال از آخرین دوز واکسن گذشته‌است، باید یک دوز واکسن زده شود. اگر زخم آلوده باشد و بیش از ۵ سال از آخرین دوز واکسن گذشته باشد باید یک دوز واکسن زده شود.
در فردی که سابقه واکسیناسیون ناکامل یا نامشخص دارد و با یک زخم مراجعه کرده‌است واکسیناسیون کامل توصیه می‌شود و در مورد زخم‌های آلوده تتابولین (سرم ضد کزاز) نیز توصیه می‌گردد.

## غربالگری و تشخیص
پزشک کزاز را براساس معاینه فیزیکی و علائم و نشانه‌هایی نظیر اسپاسم عضلانی، گرفتگی و درد تشخیص می‌دهد. تست‌های آزمایشگاهی عموماً در تشخیص کزاز غیر مؤثر هستند و تاکنون تست خونی مناسبی برای تشخیص کزاز تهیه نشده‌است.
تنها روش تشخیصی، تست اسپاتولا است که پزشک با وارد کردن وسیله ای به نام اسپاتولا به دهان بیمار و تماس آن با دیوارهٔ حلق، واکنش بیمار را بررسی می‌کند. در صورت گاز گرفتن غیرارادی اسپاتولا، تست مثبت است و بیمار مبتلا به کزاز است و در صورت بروز واکنش یا رفلکس حلقی، تست منفی بوده و شخص مراجع سالم است. این روش تست خطای کم و اختصاصیت بالایی دارد و در مجموع معتبر و قابل اعتماد است.

## درمان
موارد خفیف کزاز
در موارد خفیف معمولاً روش‌های درمانی زیر استفاده می‌شوند:
- ایمونوگلوبولین کزاز یا پادزهر کزاز (TIG) که با نام پادتن کزاز نیز شناخته می‌شود. این دارو به صورت تزریق داخل وریدی یا تزریق عضلانی استفاده می‌گردد.
- مترونیدازول تزریقی برای ده روز
- دیازپام تزریقی یا خوراکی
موارد حاد کزاز
در موارد کزاز شدید و حاد بیماری از روش‌های زیر استفاده می‌گردد:
- استفاده از پادزهر یا آنتی‌بادی کزاز (TIG) به صورت تزریق نخاعی که با این روش میزان تأثیر دارو افزایش چشمگیری پیدا می‌کند.
- تراکستومی و گذاشتن لوله اکسیژن در نای یا استفاده از دستگاه تنفس مصنوعی برای سه تا چهار هفته
- تزریق وریدی سولفات منیزوم برای رفع اسپاسم‌های عضلانی
علاوه بر این موارد تقویت بیمار و تأمین کالری و پروتئین و سایر مواد مغذی به صورت خوراکی یا سرم‌های تزریقی نقش مهمی در بهبود بیماری دارد. استفاده از دیازپام به عنوان داروی شل کننده عضلات روشی مرسوم و مناسب است. همچنین آنتی‌بیوتیک مناسب مورد استفاده برای درمان این بیماری مترونیدازول است.
مرگ و میر مبتلایان به این بیماری اغلب در اثر انقباض مجاری هوایی، عفونت‌های تنفسی و اختلال در سیستم عصبی خودکار رخ می‌دهد. سیستم عصبی خودکار قسمتی از سیستم عصبی است که کنترل عضلات قلبی، عضلات غیرارادی و غدد را بر عهده دارد. بیماران بهبود یافته از کزاز گاهی به مشکلات روانی مبتلا می‌شوند و به مشاوره روانپزشکی نیازمند می‌گردند.